# Ухань-Дольни
Ухань-Дольни (пол. Uchań Dolny) — село в Польщі, у гміні Лишковиці Ловицького повіту Лодзинського воєводства.
Населення — 74 особи (2011).
У 1975-1998 роках село належало до Скерневицького воєводства.

## Демографія
Демографічна структура станом на 31 березня 2011 року:
|          | Загалом | Допрацездатний вік | Працездатний вік | Постпрацездатний вік |
| -------- | ------- | ------------------ | ---------------- | -------------------- |
| Чоловіки | 41      | 5                  | 31               | 5                    |
| Жінки    | 33      | 3                  | 19               | 11                   |
| Разом    | 74      | 8                  | 50               | 16                   |